# Българска демократична общност
Българска демократична общност е политическа партия в България, основана на 25 май 2009 г. в град София от Господин Тонев. Партията се самоопределя като дясна.
Основното послание на Българска демократична общност е идеята за „отворена десница“. Тя следва да приобщи отделните интереси в обща политика, като въвлича гражданите в процесите на формиране на политическа воля и да действа като гражданска мрежа за партньорство.
На президентските избори в България през 2011 г. Българска демократична общност издига за кандидат-президент българския имунолог Андрей Чорбанов с кандидат за вицепрезидент Ангел Мирчев. На президентските избори през 2016 г. се кандидатира председателят на партията Господин Тонев с кандидат за вицепрезидент Андрей Андреев.